# 苏黎世联邦理工学院

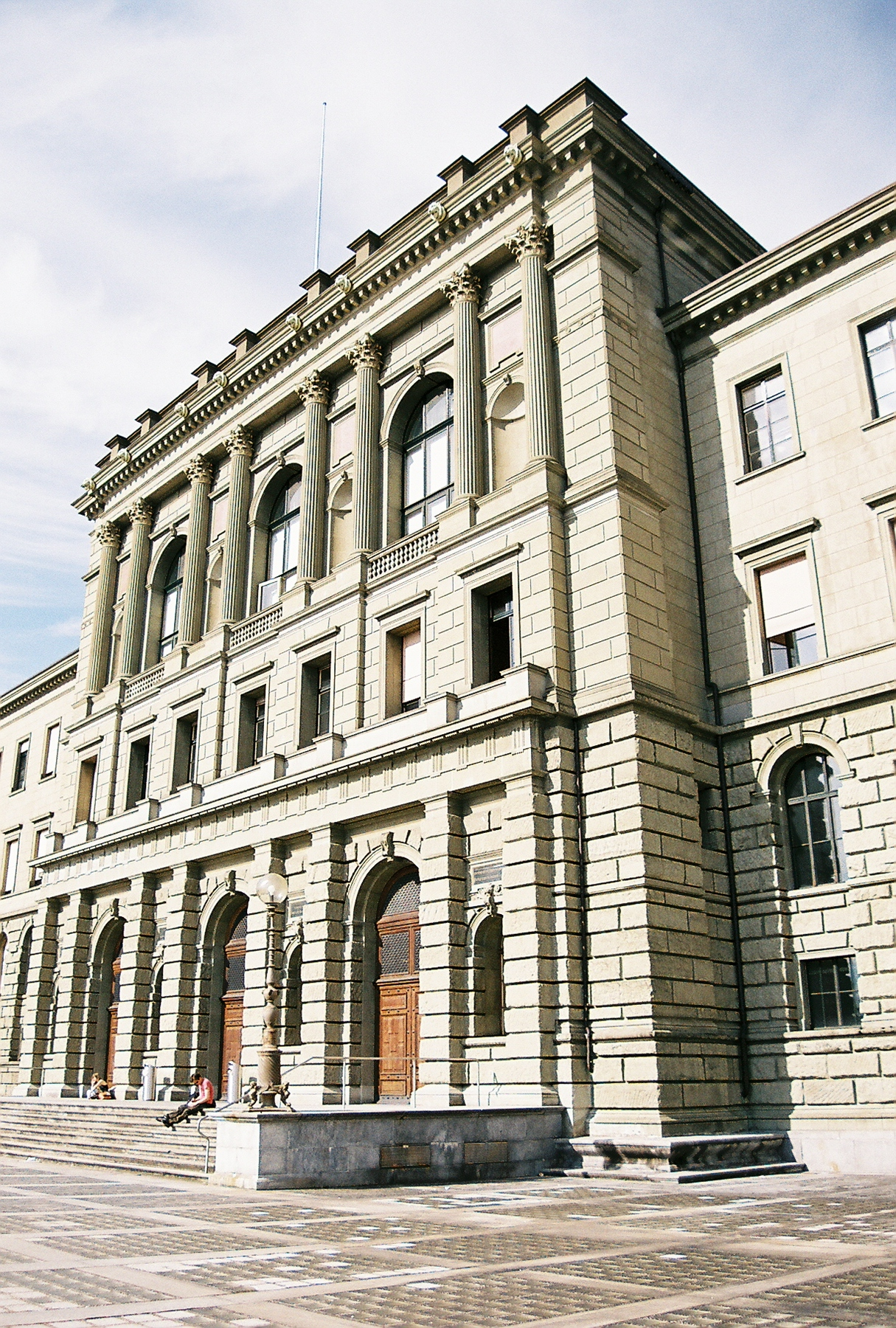

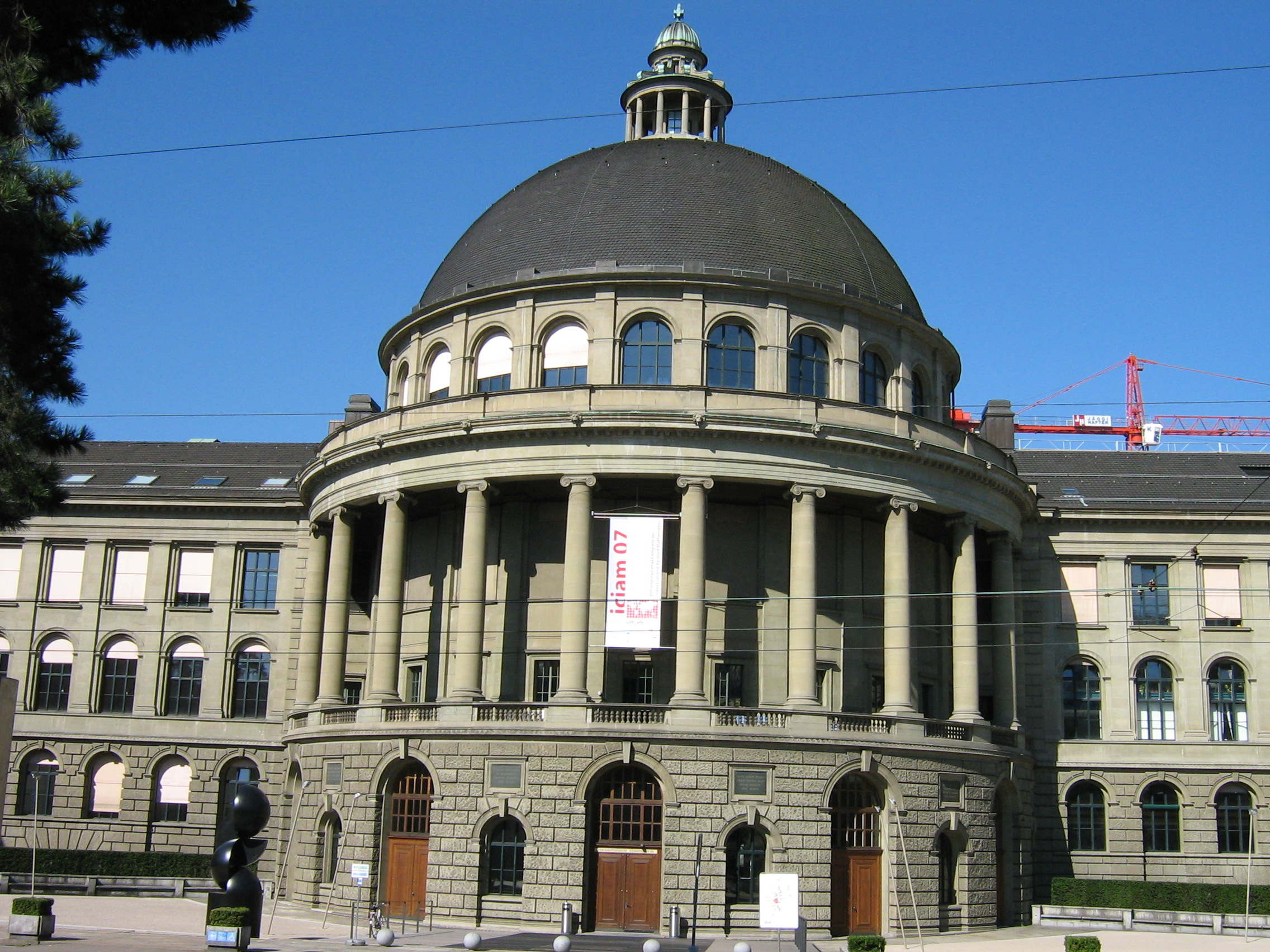

47°22′35″N 08°32′53″E / 47.37639°N 8.54806°E
苏黎世联邦理工学院（德語：Eidgenössische Technische Hochschule Zürich），简称或，中文简称苏黎世理工，是瑞士的两所联邦理工学院之一，位于德语区的苏黎世，另一所是位于法语区的洛桑联邦理工学院。苏黎世联邦理工学院创立于1855年，现有530位教授及来自于120多个国家的分布于16个系的20600多名学生，其中包括约4000名博士生。教研领域涵盖建筑、工程学、数学、自然科学、社会科学和管理科学。截止2018年10月，ETH的历届校友、教授及研究人员中，共有32位诺贝尔奖得主（包括爱因斯坦）、4位菲尔兹奖得主、1位图灵奖得主。该校还是国际研究型大学联盟、IDEA联盟和GlobalTech Alliance等国际高校合作组织的成员。
苏黎世联邦理工学院在2021年QS世界大学排名中，名列综合排名全球第6，其中工程和技术领域第4，自然科学第6；在2021年泰晤士高等教育世界大学排名名列综合排名全球第14，工程和技术第8；在2020世界大学学术排名名列综合排名全球第20。

## 历史
1854年2月7日，经过关于在州立大学之外另立联邦大學的必要性的长期讨论后，瑞士联邦通过了建立联邦理工学校的法律。1855年10月16日，「联邦理工学校」（Eidgenössische Polytechnische Schule）在苏黎世成立。1909年，该校进行课程改革，成为真正意义上的大学，并获得博士学位授予权。1911年，更为现名「联邦理工学院」（Eidgenössische Technische Hochschule）。1993年，苏黎世联邦理工学院与洛桑联邦理工学院及其他四家联邦研究机构保罗·谢尔研究所（PSI），瑞士联邦森林、雪和景观研究所（WSL），瑞士材料科学技术研究所（Empa）、瑞士联邦水科学技术研究所（Eawag）一起组成“瑞士联邦理工学院及研究所联合体”（德语ETH-Bereich，英语ETH-Domain），隶属于瑞士联邦内政部。

## 结构

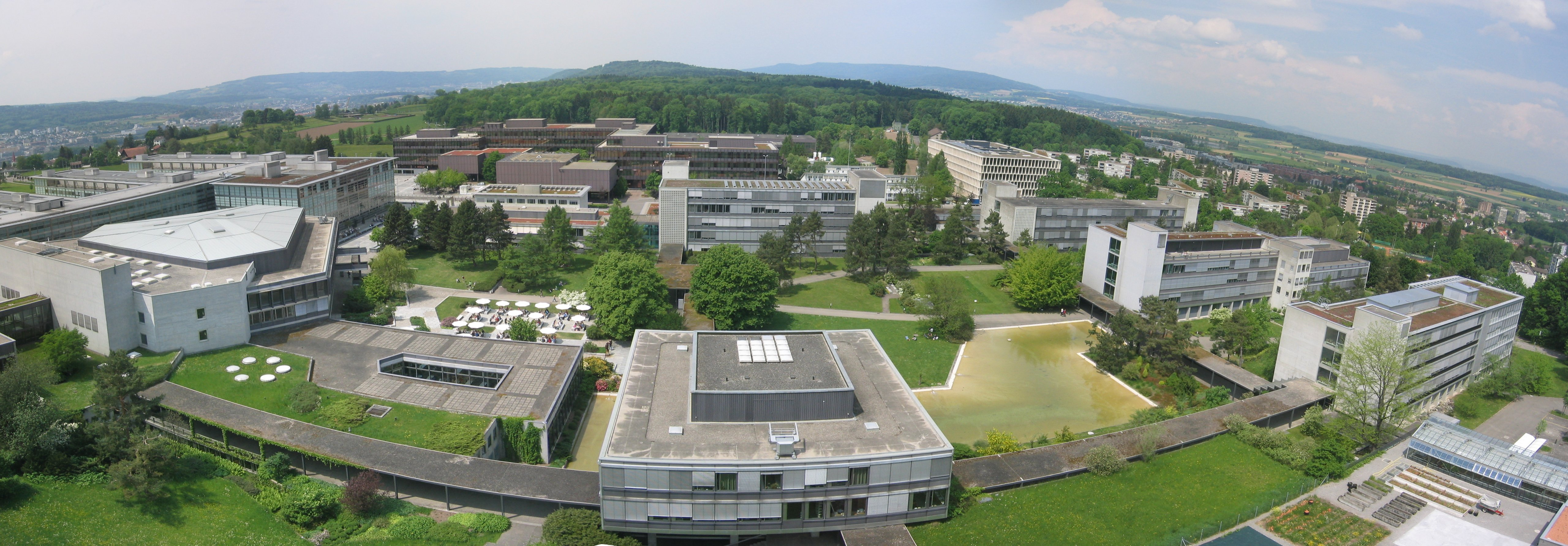
Hönggerberg（亨格山）校区全景

### 执行委员会
执行委员会是苏黎世联邦理工学院的最高教研管理机构。由以下成员组成：
- 校长 Prof. Dr. Joël Mesot：执委会主席，领导其他执委会成员制定发展战略和预算，负责任命教授，并为学院承担法律和政治责任。
- 教务长 Prof. Dr. Sarah M. Springman：负责包括考试在内的全校教学事务。
- 研究与企业合作副校长 Prof. Dr. Detlef Günther：负责科研规划和成果转化。
- 财政与审计副校长 Dr. Robert Perich：负责财政事务和审计。
- 人事与基建副校长 Prof. Dr. Ulrich Weidmann：负责人事管理和基础设施建设。

### 系所
目前苏黎世联邦理工学院共有16个系，分别是：
- D-ARCH[9]建筑系
- D-BAUG[10]土木、环境与地球空间信息工程系
- D-BIOL[11]生物学系
- D-BSSE[12]生物系统科学与工程系
- D-CHAB[13]化学与应用生物科学系
- D-ERDW[14]地球科学系
- D-GESS[15]人文、社会与政治科学系
- D-HEST[16]健康科学与技术系
- D-INFK[17]计算机科学系
- D-ITET[18]信息技术与电子工程系
- D-MATH[19]数学系
- D-MATL[20]材料科学系
- D-MAVT[21]机械与过程工程系
- D-MTEC[22]管理、技术与经济学系
- D-PHYS[23]物理系
- D-UWIS[24]环境科学系

## 校园
苏黎世联邦理工学院的主校区位于苏黎世市中心，始建于1860年代，与苏黎世大学比邻，数学、机械、电子、计算机、管理等系所散落于此，与城市融为一体。由于难以在市中心扩展，自1960年代起，该校在市区北部的Hönggerberg山麓建设新校区，又称为科学城，目前集中了材料、建筑、土木、物理、生物和化学等系所。两校区相距5公里，每日有校车不间断往返，行程约15分钟，另外搭乘苏黎世公交也可以方便抵达。

## Hönggerberg 校區
至今，建築系(D-ARCH)、土木測量系(D-BAUG)、化學、生物學、應用生物科學系、物理學系以及材料科學坐落於Hönggerberg 校區。搭乘37,80及69號公車以及 ETH-Link從主校區皆可到達。

### 图书馆

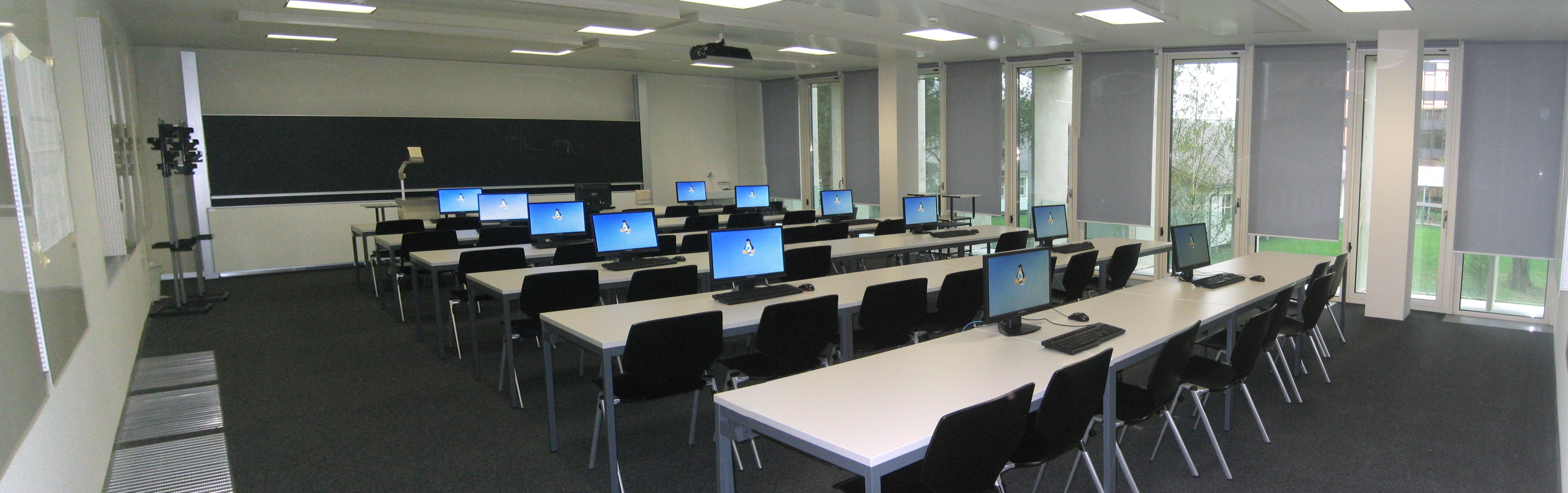
電腦化教室

苏黎世联邦理工学院主图书馆收藏书报、地图等资料逾六百九十万件，是瑞士最大的图书馆，也是瑞士科技信息中心。主图书馆负责维护瑞士图书馆与信息中心网络，读者可以通过此网络借阅全瑞士八十多个高校或研究机构图书馆的资料。同时，各系所也拥有自己的小型图书馆。

## 传统

### 沃尔夫冈·泡利讲座
为纪念1958年12月15日去世的该校物理学教授、诺贝尔物理学奖得主沃尔夫冈·泡利，苏黎世理工数学和物理学系于1962年起举办“沃尔夫冈·泡利讲座”。讲座一般于每年十二月或一月举行，邀请一位著名科学家在一周内举行三次系列讲座，内容集中于数学、物理学、生物学等自然科学领域。自1962年生物物理学家馬克斯·德爾布呂克（1969年諾貝爾生理學或醫學獎得主）演讲以来，沃尔夫冈·泡利讲座已举行了四十余届，其中有24位演讲者是诺贝尔奖得主。2005年，为纪念建校150周年和世界物理年，讲座邀请了17位世界著名物理学家举行研讨会。近年讲座一般于每年五六月间一周的周一、二、四晚上在主楼最大的教室Auditorium Maximum举行。

### ETH日
ETH日（ETH-Tag）每年于11月20日校庆日左右举行，是苏黎世联邦理工学院的学术节日（Dies academicus）。这一天在主楼会有一系列活动，包括奖励优秀学生论文、颁发荣誉博士学位等。

### Polyball
苏黎世联邦理工学院的年度舞会Polyball始于1860年代，于每年十一月底在主楼举行，面向公众开放，是该校最隆重的年度活动，也是欧洲最大的舞会。

### 赛艇
自1951年起，苏黎世联邦理工学院与相邻的苏黎世大学每年在市中心的利马特河上举行师生划艇比赛（Uni-Poly Rudermatch），吸引全市公众观看。

## 著名校友
苏黎世联邦理工学院诞生了一大批对瑞士乃至世界有影响力的人物，包括爱因斯坦等21位诺贝尔奖得主，它的许多毕业生成为瑞士政商学界要人。

### 诺贝尔奖得主
| 年份 | 领域 | 得主                | ETH渊源      |
| ---- | ---- | ------------------- | ------------ |
| 1901 | 物理 | 威廉·伦琴           | 毕业生       |
| 1913 | 化学 | 阿尔弗雷德·维尔纳   | 教授         |
| 1915 | 化学 | 里夏德·维尔施泰特   | 教授         |
| 1918 | 化学 | 弗里茨·哈伯         | 毕业生       |
| 1920 | 物理 | 夏尔·纪尧姆         | 毕业生       |
| 1921 | 物理 | 阿尔伯特·爱因斯坦   | 毕业生及教授 |
| 1936 | 化学 | 彼得·德拜           | 教授         |
| 1938 | 化学 | 里夏德·库恩         | 教授         |
| 1939 | 化学 | 拉沃斯拉夫·鲁日奇卡 | 教授         |
| 1943 | 物理 | 奥托·施特恩         | 教授         |
| 1945 | 物理 | 沃尔夫冈·泡利       | 教授         |
| 1950 | 医学 | 塔德乌什·赖希施泰因 | 毕业生       |
| 1952 | 物理 | 费利克斯·布洛赫     | 毕业生       |
| 1953 | 化学 | 赫尔曼·施陶丁格     | 教授         |
| 1975 | 化学 | 弗拉迪米尔·普雷洛格 | 教授         |
| 1978 | 医学 | 沃納·亞伯           | 毕业生       |
| 1986 | 物理 | 海因里希·罗雷尔     | 毕业生       |
| 1987 | 物理 | 约翰内斯·贝德诺尔茨 | 毕业生       |
| 1987 | 物理 | 卡尔·米勒           | 毕业生       |
| 1991 | 化学 | 理查德·恩斯特       | 毕业生及教授 |
| 2002 | 化学 | 库尔特·维特里希     | 教授         |
| 2010 | 化学 | 理查德·赫克         | 博士后       |

### 其他杰出校友
- 沃纳·冯·布劳恩，毕业生。火箭专家，二十世纪航天事业的先驱之一。
- 约翰·冯·诺伊曼，毕业生。数学家，对数学、物理、经济学、计算机科学等都做出过巨大贡献。
- 格奥尔格·康托尔，毕业生。数学家，集合论的创始人。
- 尼克劳斯·埃米尔·维尔特，教授。计算机科学家，发明了Pascal语言、Euler语言、Modula-2和Oberon，获1987年的图灵奖。
- 奥列尔·斯托多拉，教授。汽轮机专家，最早研究动态系统稳定性的科学家。
- 赫尔曼·外尔，教授。数学家、物理学家，20世纪最有影响力的数学家之一，普林斯顿高等研究院早期的重要成员。
- 卡洛斯·克萊伯，指揮家，20世紀著名指揮大師之一。1949－1950年他在蘇黎世聯邦理工學院學習化學。

### 华人
- 周培源，博士。理论物理学家、流体力学家，历任北京大学物理系教授、校长，中国科学院院士。
- 汤德全，博士。矿山机电领域著名专家和奠基者，历任同济大学、中国矿业学院教授，中国工程院院士。
- 朱英龙，博士。台湾企业家，曾兼任台湾大学教授。
- 吴启迪，博士。智能控制专家，历任同济大学教授、校长、中华人民共和国教育部副部长。
- 许靖华，教授。地质学家，历任该学院地球科学院院长、地质研究所所长。